# Patrick M. Shanahan

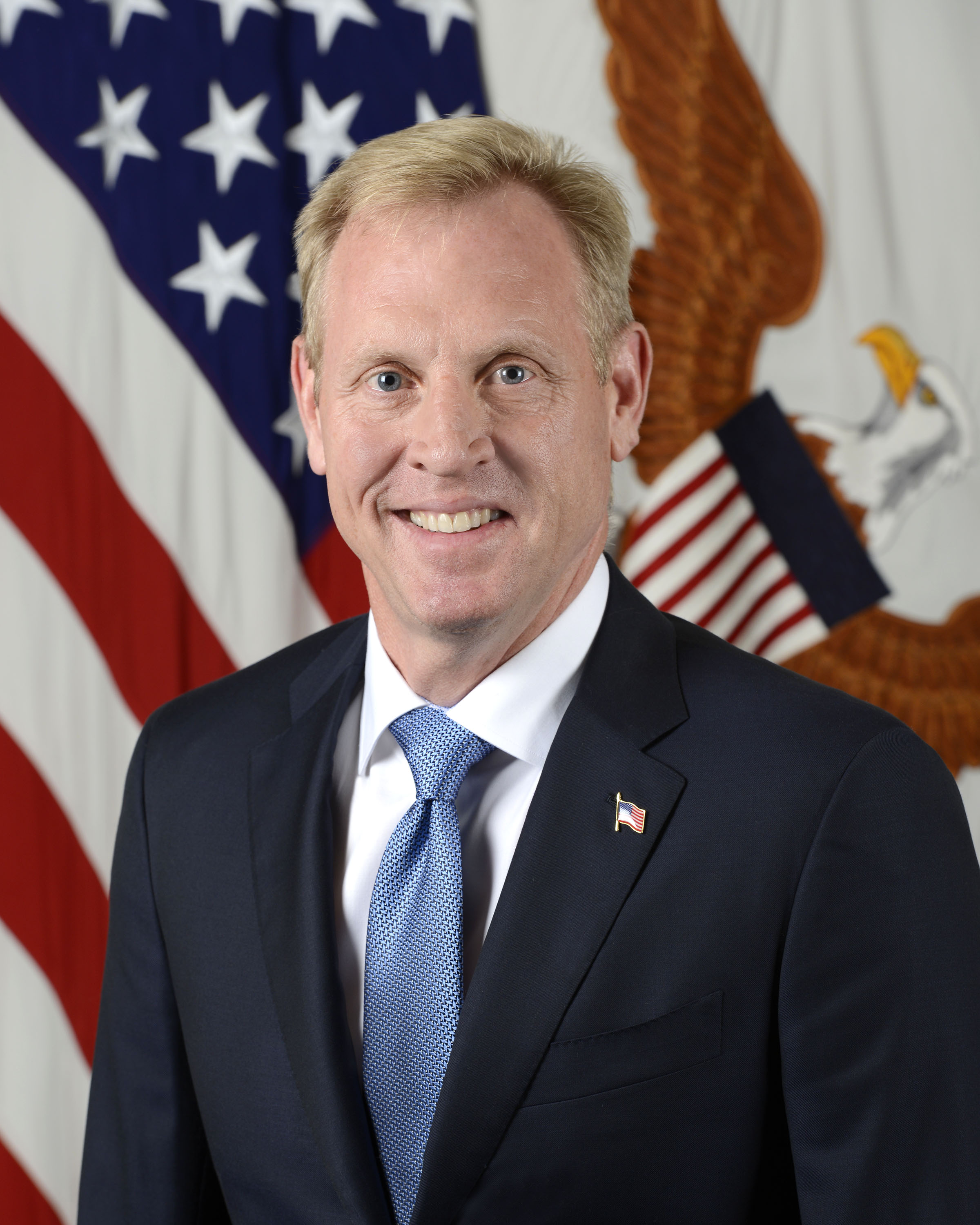
Patrick M. Shanahan (2017)

Patrick Michael Shanahan (* 27. Juni 1962 in Aberdeen, Washington) ist ein US-amerikanischer Politiker und ehemaliger Industriemanager. Seit dem 19. Juli 2017 war er stellvertretender Verteidigungsminister der Vereinigten Staaten (United States Deputy Secretary of Defense). Von Januar 2019 bis Juni 2019 war er geschäftsführender Verteidigungsminister.

## Karriere

### Ausbildung
Shanahan studierte an der University of Washington (Bachelor of Science), dem Massachusetts Institute of Technology (Master of Science) und der MIT Sloan School of Management (Abschluss als Master of Business Administration).

### Boeing
1986 begann Shanahan bei Boeing. Zuletzt war er dort als Senior Vice President tätig. Während seiner Zeit bei Boeing war Shanahan unter anderem für Boeing Rotorcraft Systems in Philadelphia zuständig. Des Weiteren gehörten die militärischen Flugprogramme der US-amerikanischen Streitkräfte in Philadelphia und Mesa zu seinem Aufgabengebiet. Hierzu gehören die Produktionsstätten für den Kampfhubschrauber Boeing AH-64, den Transporthubschrauber Boeing-Vertol CH-47 und den VTOL-Transporter Bell-Boeing V-22. Als Vizepräsident und Generaldirektor leitete er das Boeing-757-Programm und 2007 bis 2008 das Dreamliner-Programm.
Ab Dezember 2008 war er als Senior Vice President Airplane Programs bei Boeing Commercial Airplanes tätig.
Im April 2016 wurde er Senior Vice President, Supply Chain & Operations für Boeing. Zu seinen Verantwortungsbereichen in dieser Position gehörten Fertigungsbetriebe und Lieferantenmanagementfunktionen, insbesondere die Durchführung fortschrittlicher Fertigungstechnologien und globaler Lieferkettenstrategien.
Shanahan war Mitglied des Boeing Executive Councils.

### Verteidigungsministerium
Am 16. März 2017 wurde er von Donald Trump als United States Deputy Secretary of Defense nominiert. Die Nominierung von Shanahan, der über keinerlei militärische und politische Erfahrung verfügte, kam für Außenstehende sehr überraschend. Nach der Senatsanhörung wurde er am 18. Juli 2017 mit 92 gegen 7 Stimmen vom Senat zum United States Deputy Secretary of Defense gewählt.
Nachdem Verteidigungsminister James N. Mattis am 20. Dezember 2018 seinen Rücktritt zum 28. Februar 2019 bekanntgegeben hatte, vermeldete Trump am 23. Dezember über Twitter, dass Shanahan zum 1. Januar 2019 geschäftsführend das Amt von Mattis übernehme, was maximal 210 Tage ohne Anhörungsverfahren vor dem US-Senat möglich ist.
Am 10. Mai 2019 gab Präsident Trump bekannt, Shanahan solle das Pentagon dauerhaft als Verteidigungsminister übernehmen. Am 18. Juni 2019 teilte Trump jedoch mit, Shanahan wolle den Prozess zur Nominierung als Verteidigungsminister nicht weiter verfolgen und seiner Familie mehr Zeit widmen. Sein Nachfolger wurde der bisherige Heeresstaatssekretär Mark Esper.

### Auszeichnungen
Im Februar 2019 wurde Shanahan in die National Academy of Engineering gewählt.